# Nenad Stojković
Nenad Stojković (srb. Ненад Стојковић, ur. 26 maja 1956 we wsi Široko koło Prizrenu) – piłkarz serbski grający na pozycji obrońcy.

## Kariera klubowa
Karierę piłkarską Stojković rozpoczął w klubie FK Partizan. W sezonie 1974/1975 zadebiutował w jego barwach w pierwszej lidze jugosłowiańskiej, a swój pierwszy sukces z tym klubem osiągnął w 1976 roku, gdy wywalczył mistrzostwo Jugosławii. Od 1976 roku był podstawowym zawodnikiem Partizana. W 1978 roku po raz drugi został mistrzem kraju, a w 1983 roku sięgnął po swój trzeci tytuł mistrzowski. Od 1974 do 1984 roku rozegrał w barwach Partizana 245 meczów ligowych i zdobył 8 goli.
Latem 1984 roku Stojković przeszedł do francuskiego AS Monaco. W 1985 roku zajął z Monaco 3. miejsce w pierwszej lidze Francji i wystąpił w wygranym 1:0 finale Pucharu Francji z Paris Saint-Germain. W tym samym roku zdobył z Monaco Superpuchar Francji.
W 1986 roku Stojković odszedł z Monaco do Montpellier HSC. W 1987 roku wywalczył z Montpellier awans z drugiej ligi do pierwszej. W 1988 roku Montpellier jako beniaminek zajął 3. miejsce w Division 1. Po sezonie Serb odszedł do drugoligowego FC Mulhouse, z którym awansował do Division 1. W sezonie 1989/1990 zajął z Mulhouse ostatnie miejsce i spadł do Division 2. Następnie odszedł do AS Nancy, gdzie grał przez rok. W 1991 roku został piłkarzem drugoligowego Amiens SC, a w 1992 roku zakończył karierę piłkarską.
| Sezon   | Klub             | Kraj       | Rozgrywki             | Mecze | Bramki |
| ------- | ---------------- | ---------- | --------------------- | ----- | ------ |
| 1974/75 | Partizan Belgrad | Jugosławia | Prva liga Jugoslavije | 2     | 0      |
| 1975/76 | Partizan Belgrad | Jugosławia | Prva liga Jugoslavije | 14    | 0      |
| 1976/77 | Partizan Belgrad | Jugosławia | Prva liga Jugoslavije | 28    | 0      |
| 1977/78 | Partizan Belgrad | Jugosławia | Prva liga Jugoslavije | 34    | 3      |
| 1978/79 | Partizan Belgrad | Jugosławia | Prva liga Jugoslavije | 31    | 3      |
| 1979/80 | Partizan Belgrad | Jugosławia | Prva liga Jugoslavije | 39    | 0      |
| 1980/81 | Partizan Belgrad | Jugosławia | Prva liga Jugoslavije | 30    | 0      |
| 1981/82 | Partizan Belgrad | Jugosławia | Prva liga Jugoslavije | 34    | 1      |
| 1982/83 | Partizan Belgrad | Jugosławia | Prva liga Jugoslavije | 23    | 1      |
| 1983/84 | Partizan Belgrad | Jugosławia | Prva liga Jugoslavije | 20    | 0      |
| 1984/85 | AS Monaco        | Francja    | Ligue 1               | 34    | 1      |
| 1985/86 | AS Monaco        | Francja    | Ligue 1               | 35    | 1      |
| 1986/87 | Montpellier HSC  | Francja    | Ligue 2               | 33    | 4      |
| 1987/88 | Montpellier HSC  | Francja    | Ligue 1               | 37    | 3      |
| 1988/89 | FC Mulhouse      | Francja    | Ligue 2               | 34    | 1      |
| 1989/90 | FC Mulhouse      | Francja    | Ligue 1               | 34    | 1      |
| 1990/91 | AS Nancy         | Francja    | Ligue 1               | 37    | 2      |
| 1991/92 | Amiens SC        | Francja    | Ligue 2               | 22    | 1      |

## Kariera reprezentacyjna
W reprezentacji Jugosławii Stojković zadebiutował 26 czerwca 1977 roku w zremisowanym 0:0 towarzyskim meczu z Brazylią. W 1982 roku został powołany przez selekcjonera Miljana Miljanicia do kadry na Mistrzostwa Świata w Hiszpanii. Tam był podstawowym zawodnikiem Jugosławii i zagrał w trzech meczach: z Irlandią Północną (0:0), z Hiszpanią (1:2) i z Hondurasem (1:0). Z kolei w 1984 roku wystąpił na Euro 84. Tam także wystąpił w trzech spotkaniach: z Belgią (0:2), z Danią (0:5) i z Francją (2:3). Od 1979 do 1983 roku rozegrał w kadrze narodowej 32 mecze i strzelił jednego gola.